# 國際法事務辦公室
國際法事務辦公室（{{Lang|pt|Gabinete para os Assuntos do Direito Internacional}])，是澳門特別行政區一個已撤銷的政府部門，負責國際法文書的磋商、簽訂及於澳門特別行政區適用等階段提供必要的法律技術輔助；同時亦輔助有關國際及區際法律和司法協助的準備工作。辦公室向行政法務司負責，由一名主任領導及兩名副主任輔助。
國際法事務辦公室於1989年10月4日成立，當時名為法律現代化辦公室（葡文：Gabinete para a Modernização Legislativa）。1991年2月11日，更名為立法事務辦公室（葡文：Gabinete para os Assuntos Legislativos）。2001年6月12日，再更名為國際法事務辦公室。
2011年1月1日，透過澳門特別行政區第22/2010號行政法規，國際法事務辦公室與法律改革辦公室合併成為法律改革及國際法事務局，負責協助澳門特區政府統籌立法計劃的制定並監督其執行，檢討並草擬重大法典及主要法律制度，以及進行國際法事務方面的工作。

## 組織法例
- 第114/GM/89號批示（1989年10月4日《澳門政府公報》）

設立名為法律改革辦公室之策劃部門，簡稱GML。
- 第98/GM/90號批示（1990年8月20日《澳門政府公報》）

修訂一九八九年十月二日第114/GM/89號批示第4及5條（法律改革辦公室）。
- 第28/GM/91號批示（1991年2月11日《澳門政府公報》）

修訂一九八九年十月二日第114/GM/89號批示第1至第3條（法律改革辦公室易名為立法事務辦公室）。
- 第29/93/M號法令（1993年6月21日《澳門政府公報》）

撤銷數個委員會。
- 第81/GM/95號批示（1995年12月18日《澳門政府公報》）

修改一九八九年十月二日第114/GM/89號批示第2條及第3條（設立法律改革辦公室，其名稱後改為立法事務辦公室）。
- 第6/1999號行政法規（1999年12月20日《澳門特別行政區公報》）

訂定政府部門及實體的組織、職權與運作。
- 第63/2000號行政長官批示（2000年5月8日《澳門特別行政區公報》）

立法事務辦公室的存續期延長至二零零一年七月三十一日。
- 第108/2001號行政長官批示（2001年6月11日《澳門特別行政區公報》）

修改十月二日第114/GM/89號批示的第一款和第二款的條文。
- 第25/2001號行政法規（2001年10月29日《澳門特別行政區公報》）

修改*第6/1999號行政法規。
- 第141/2002號行政長官批示（2002年6月24日《澳門特別行政區公報》）

延長國際法事務辦公室的存續期。
- 第165/2004號行政長官批示（2004年7月5日《澳門特別行政區公報》）

延長國際法事務辦公室的存續期。
- 第305/2006號行政長官批示（2006年10月23日《澳門特別行政區公報》）

將國際法事務辦公室的存續期延長。

## 職責
- 在國際法文書的磋商、簽訂及於澳門特別 行政區適用等階段提供必要的法律技術輔助，尤其是在下列方面：
- 就澳門特別行政區對外承擔義務的程序提供法律技術輔助；
- 國際組織發出且適用於澳門特別行政區 的規定、提議或指令的收集和研究，並就將之納入澳門特別行政區的法律體系內的工作作跟進，以及協助澳門特別行 政區有權限機關制定法案的草案；
- 就澳門特別行政區參與、促進或確保其出席在法務領域內有關多邊國際組織或區域性組織的重要事務及會議作準備工作；
- 在參與上段所指的國際組織的有關事務上，準備輔助資料；
- 促進、編製或統籌編製報告書，回答國際組織的問卷或回覆其要求提供有關法務範疇的其他資料，但以不影響其他機關的權限及與之互相協調為前提；
- 對適用於澳門特別行政區的國際法文書的公佈作跟進；
- 向公共行政實體和部門提供有關國際法事宜的法律諮詢；
- 協調在國際法範疇內須開展的涉及多個領域的活動，尤其是在推廣和公開諮詢 方面。
- 輔助有關國際及區際法律和司法協助的準備工作；
- 就澳門特別行政區與其他地區所訂立的法律協助協定的執行作協調，尤其是澳門特別行政區與歐洲聯盟的法律協助協定；
- 協助法例及適用於澳門特別行政區的國際法的資料庫的設立；
- 促進國際法及比較法文獻中心的設立；
- 協助推廣澳門特別行政區法律的工作；
- 與澳門特別行政區其他部門配合，在法律草擬方面提供輔助，以及執行上級指定的其他工作。